# Festival de Cine de Áncash
El Festival de Cine de Áncash se celebra en el Perú desde 2021.Es un festival con un enfoque alineado a los Objetivos de Desarrollo Sostenible (ODS), se erige como un espacio en el que cineastas de Áncash pueden exhibir, aprender y conectar con cineastas del Perú y otras partes de Iberoamérica.

## Historia
El Festival de Cine de Áncash se inauguró el 8 de septiembre de 2021, como un evento semipresencial que se extendió hasta el 18 de septiembre de 2021. Tuvo como objetivo principal promover el desarrollo formativo en el ámbito del cine y el audiovisual en la región de Áncash. Además, se propuso servir como plataforma de exhibición para los trabajos de jóvenes cineastas tanto locales como de todo el Perú.
En 2022, por segundo año consecutivo, se realizó el Festival de Cine de Áncash del 22 al 27 de agosto, bajo la temática denominada "Héroes del Presente". Esta iniciativa estuvo dirigida a impulsar los objetivos de desarrollo sostenible de la agenda 2030, con un enfoque principal en el cuidado del medio ambiente.
En 2023, del 21 al 26 de agosto, se llevó a cabo la tercera edición del festival bajo el título "Somos Agua". Esta edición incluyó dos actividades previas: el Laboratorio de Creación Cinematográfica en Corongo y el Taller de Programación e Industria del Festival.
En 2024, la cuarta edición del Festival de Cine de Áncash adoptó la temática de "Acción por el Clima" y se dividió en dos fases: abril y agosto. Durante el evento se exhibieron películas que ofrecen soluciones ambientales. La primera fase, que tuvo lugar del 27 de abril al 2 de mayo, impulsó la producción audiovisual local. La segunda fase, programada para agosto de 2024, está proyectada como una residencia para cineastas locales, además de incluir acciones dirigidas al ámbito socioambiental.